# Hermann Maier
Hermann Maier, přezdívaný Herminator (* 7. prosince 1972 v Altenmarktu), je bývalý rakouský sjezdový lyžař, který vyhrál čtyři tituly ve Světovém poháru (1998, 2000, 2001, 2004), čtyři olympijské medaile (dvě zlaté na hrách v Naganu v roce 1998) a tři tituly mistra světa (dva v roce 1999, jeden v roce 2005).
Od dětství se spolu se svým bratrem Alexem začal věnovat sjezdovému lyžování pod vedením svého otce. Dostal se na lyžařské gymnázium, odkud ho ale později vyhodili. Podle trenérů byl slabý a lehký a už v 15 letech začal mít problémy s koleny. Na místo lyžařské školy se vyučil zedníkem. Díky tomu začal nabírat potřebné svaly a sílu, které jsou k lyžování potřeba. Přes vyhození z lyžařské školy se nevzdal kariéry lyžaře. Každý večer po práci se snažil trénovat. Za tmy jezdil na kole, aby načerpal stehenní svalovou hmotu, ale jezdil i na sjezdovkách. Vždy vyšlapal kopec s lyžemi na ramenou, nazul lyže, postavil trať, znovu vyšlapal kopec, trať sjel, vyšlapal kopec, trať upravil…
Po čase začal jezdit amatérské závody. Na jedněch závodech si ho jako naděje všimli a dostal nabídku, aby jel jako předjezdec na závodech ve Flachau. Jeden z trenérů mu čas změřil a zjistil, že by se umístil na 12. místě. Tímto začala jeho kariéra sjezdového lyžaře. Začal objíždět různé světové závody. Zazářil na olympiádě v Naganu - nejprve v pátek 13. února 1998 ve sjezdu utrpěl hrůzostrašný pád, při kterém proletěl 40 m vzduchem, za tři dny však vyhrál super-G a potom i obří slalom.
24. srpna 2001 utrpěl při nezaviněné dopravní nehodě velmi vážná zranění, když se jeho motocykl srazil s Mercedesem Wolfganga S.
Utrpěl otevřenou zlomeninu bérce třetího stupně, pohmožděninu pánve s rozšířeným hematomem v oblasti hýždí, trhlinu s pohmožděninou pravé paty na pravé holenní kosti a přes levou holenní kost, zhmožděninu stehna a lebky, odřeniny v oblasti pánve, zhmožděniny v oblasti pánve provázené zaškrcením žil, což vedlo k projevům ochrnutí, objevily se i známky selhání ledvin. Lékaři se obávali o jeho nohu, kterou se jim nakonec podařilo zachránit. Maier se musel de facto znovu naučit chodit a jezdit na lyžích.
Nakonec se po 508 dnech vrátil do kolotoče SP. V lednu 2003 vyhrál závod Světového poháru v super G a v únoru 2003 získal v super G stříbro na MS.
Na mimořádné tiskové konferenci ve vídeňském Hofburgu 13. října 2009 oznámil konec své závodní kariéry, přestože po březnové artroskopii kolena vše probíhalo dobře a na začátku října zahájil přípravu na ledovci v Söldenu.

## Úspěchy
- Olympiáda 1998 v Naganu - zlato super-G, zlato obří slalom
- Olympiáda 2006 v Turíně - stříbro, bronz
- Mistrovství světa 1999 ve Vailu - zlato ve sjezdu a super-G
- Mistrovství světa 2001 v Sankt Anton - stříbro sjezd, bronz super-G
- Mistrovství světa 2003 v St. Moritz	- stříbro super-G
- Mistrovství světa 2005 v Bormiu - zlato v obřím slalomu
- držitel 14 křišťálových glóbů
- 54 vyhraných závodů ve světovém poháru - 2. místo v historickém pořadí (za Ingemarem Stenmarkem)